# Lay (rzeka)
Lay (fr. Le Lay) – rzeka we zachodniej Francji w departamencie Wandea.

Długość rzeki wynosi 120,3 km. Jej źródła znajdują się w miejscowości Saint-Pierre-du-Chemin. Bieg rzeki kieruje się na południowy zachód. W górnym biegu rzeka nazywana jest Grand Lay. Rzeka Lay wpada do Zatoki Biskajskiej pomiędzy La Faute-sur-Mer i L’Aiguillon-sur-Mer, 20 km na północny zachód od La Rochelle.
Jej główne dopływy to: Loing, Vouraie, Smagne, Marillet i Yon.
Nad rzeką Lay leżą miejscowości (lista jest posortowana od źródła do ujścia):

Saint-Pierre-du-Chemin, Menomblet, Réaumur, Montournais, La Meilleraie-Tillay, Pouzauges, Le Boupère, Monsireigne, Saint-Prouant, Sigournais, Bazoges-en-Pareds, Chantonnay, La Réorthe, Bournezeau, Sainte-Hermine, Sainte-Pexine, Moutiers-sur-le-Lay, Bessay, Mareuil-sur-Lay-Dissais, La Couture, Péault, La Bretonnière-la-Claye, Rosnay, Le Champ-Saint-Père, Saint-Vincent-sur-Graon, Saint-Cyr-en-Talmondais, Curzon, Lairoux, Saint-Benoist-sur-Mer, Grues, Angles, La Faute-sur-Mer, L’Aiguillon-sur-Mer.